# NGC 2739
NGC 2739 este o galaxie spirală situată în constelația Ursa Mare. A fost descoperită în 18 februarie 1855 de către William Parsons, 3rd Earl of Rosse⁠(d).